# Kitamoto Kunie
Kitamoto Kunie (北本 久仁衛 Kitamoto Kunie, sinh ngày 18 tháng 9 năm 1981 ở Nara, Nara) là một cầu thủ bóng đá người Nhật Bản thi đấu cho Vissel Kobe.

## Thống kê sự nghiệp
Cập nhật đến ngày 23 tháng 2 năm 2018.
| Thành tích câu lạc bộ | Thành tích câu lạc bộ | Thành tích câu lạc bộ | Giải vô địch | Giải vô địch | Cúp                   | Cúp                   | Cúp Liên đoàn | Cúp Liên đoàn | Tổng cộng | Tổng cộng |
| Mùa giải              | Câu lạc bộ            | Giải vô địch          | Số trận      | Bàn thắng    | Số trận               | Bàn thắng             | Số trận       | Bàn thắng     | Số trận   | Bàn thắng |
| Nhật Bản              | Nhật Bản              | Nhật Bản              | Giải vô địch | Giải vô địch | Cúp Hoàng đế Nhật Bản | Cúp Hoàng đế Nhật Bản | Cúp Liên đoàn | Cúp Liên đoàn | Tổng cộng | Tổng cộng |
| --------------------- | --------------------- | --------------------- | ------------ | ------------ | --------------------- | --------------------- | ------------- | ------------- | --------- | --------- |
| 2000                  | Vissel Kobe           | J1 League             | 0            | 0            | 0                     | 0                     | 0             | 0             | 0         | 0         |
| 2001                  | Vissel Kobe           | J1 League             | 6            | 0            | 2                     | 0                     | 2             | 0             | 10        | 0         |
| 2002                  | Vissel Kobe           | J1 League             | 22           | 1            | 1                     | 0                     | 0             | 0             | 23        | 1         |
| 2003                  | Vissel Kobe           | J1 League             | 24           | 1            | 3                     | 0                     | 2             | 0             | 29        | 1         |
| 2004                  | Vissel Kobe           | J1 League             | 27           | 2            | 0                     | 0                     | 6             | 0             | 33        | 2         |
| 2005                  | Vissel Kobe           | J1 League             | 33           | 1            | 1                     | 0                     | 6             | 0             | 40        | 1         |
| 2006                  | Vissel Kobe           | J2 League             | 43           | 5            | 0                     | 0                     | -             | -             | 43        | 5         |
| 2007                  | Vissel Kobe           | J1 League             | 33           | 2            | 2                     | 0                     | 6             | 0             | 41        | 2         |
| 2008                  | Vissel Kobe           | J1 League             | 28           | 0            | 2                     | 0                     | 5             | 0             | 35        | 0         |
| 2009                  | Vissel Kobe           | J1 League             | 32           | 1            | 3                     | 0                     | 6             | 0             | 41        | 1         |
| 2010                  | Vissel Kobe           | J1 League             | 33           | 0            | 0                     | 0                     | 6             | 0             | 39        | 0         |
| 2011                  | Vissel Kobe           | J1 League             | 34           | 2            | 1                     | 0                     | 2             | 0             | 37        | 2         |
| 2012                  | Vissel Kobe           | J1 League             | 29           | 0            | 0                     | 0                     | 3             | 0             | 32        | 0         |
| 2013                  | Vissel Kobe           | J2 League             | 10           | 0            | 0                     | 0                     | -             | -             | 10        | 0         |
| 2014                  | Vissel Kobe           | J1 League             | 7            | 0            | 0                     | 0                     | 2             | 0             | 9         | 0         |
| 2015                  | Vissel Kobe           | J1 League             | 12           | 0            | 2                     | 0                     | 2             | 0             | 14        | 0         |
| 2016                  | Vissel Kobe           | J1 League             | 14           | 1            | 0                     | 0                     | 3             | 0             | 17        | 1         |
| 2017                  | Vissel Kobe           | J1 League             | 6            | 0            | 2                     | 0                     | 3             | 0             | 11        | 0         |
| Tổng cộng sự nghiệp   | Tổng cộng sự nghiệp   | Tổng cộng sự nghiệp   | 360          | 16           | 19                    | 0                     | 54            | 0             | 433       | 16        |